# Uvrstitve akademskih založnikov
Obstajajo številni pristopi k razvrščanju akademskih založniških skupin in založnikov. Uvrstitve temeljijo na subjektivnem vtisu znanstvene skupnosti, na analizah nagrajencev znanstvenih združenj, disciplini, ugledu založbe in njenem faktorju vpliva (zlasti v naravoslovju).

## Izzivi pri razvrščanju
Publikacije se pogosto ocenjujejo po kraju objave in ne po zaslugah. To je bilo kritizirano v Leidenskem Manifestu in Sanfranciški deklaraciji o ocenjevanju raziskav. V skladu z manifestom so »znanstveni in tehnološki kazalniki nagnjeni k pojmovni dvoumnosti in negotovosti ter zahtevajo močne predpostavke, ki niso splošno sprejete. O pomenu števila citatov, na primer, se že dolgo razpravlja. Zato najboljša praksa uporablja več kazalnikov, ki zagotavljajo trdnejšo in pluralistično sliko.«
V študiji, v kateri je ocenjevala vse bolj raznovrstno paleto založnikov in njihove prispevke akademski skupnosti, je Janice S. Lewis ugotovila, da so univerzitetni knjižničarji univerzitetne založbe uvrstili višje, komercialne založnike pa nižje kot člani Ameriškega združenja za politične vede.
Colin Steele, knjižničar v Avstralski nacionalni knjižnici v Canberri, meni, da »seznam založnikov po naslovih tudi ne upošteva, da so nekatere univerzitetne založbe močne na določenih področjih, ne pa v celotnem spektru.« Razvrstitev se lahko zelo razlikuje glede na stroko.

## Ameriška lestvica političnih ved
Ameriško politološko združenje (APSA) je razvrstilo akademske založnike, pri čemer je upoštevalo tako knjižne kot revijalne objave.
Leta 2007 so bile najbolje uvrščene (A+) založbe:
1. Cambridge University Press
2. University of Chicago Press
3. Columbia University Press
4. Harvard University Press
5. MIT Press
6. Oxford University Press/Clarendon (Združeno kraljestvo/ZDA)
7. Princeton University Press
8. Stanford University Press
9. University of California Press
10. Yale University Press

Leta 2007 so bili njihovi drugouvrščeni (A) založniki:
1. Alfred A Knopf
2. Allen & Unwin
3. Cornell University Press
4. Duke University Press
5. Edward Elgar
6. Elsevier Science Ltd
7. IPA, Varšava
8. Johns Hopkins University Press
9. Kluwer
10. Manchester University Press
11. Melbourne University Press
12. New York University Press
13. Palgrave MacMillan (Združeno kraljestvo in Avstralija, St Martins' Press v ZDA)
14. Politico's
15. Polity Press
16. Routledge (Taylor and Francis)
17. Sage Publications
18. Science Publishers
19. Univ of Pennsylvania Press
20. University of Michigan Press
21. University of Minnesota Press
22. University of New South Wales Press
23. University of Toronto Press
24. WHO/EDM, Ženeva
25. Wiley-Blackwell
26. AP, London
27. Basic Books, New York
28. Blackwell, Oxford
29. Clarendon Press, Gloucestershire, Združeno kraljestvo
30. CRC, Gent, Belgija
31. CRC, New York
32. Harper & Row, New York
33. John Wiley & Sons, West Sussex, Združeno kraljestvo
34. Pergamon Press, Oxford/Amsterdam
35. Prentice Hall, Eaglewood Cliffs (NJ), ZDA
36. Random House, New York
37. Springer, London/Berlin

## Razvrstitev na lestvici SENSE
Raziskovalna šola za socialno-ekonomske in naravoslovne znanosti o okolju (raziskovalna šola SENSE) od leta 2006 vsako leto razvršča znanstvene založbe.
SENSE sodeluje z Kraljevo nizozemsko akademijo znanosti in umetnosti (KNAW) v skladu s standardnim protokolom ocenjevanja nizozemskih univerz. Šola je svojo lestvico oblikovala v povezavi z merili uspešnosti za svoje osebje. Ocenjuje revije z oceno A, B in C ter založnike z oceno A, B, C, D in E.
Založniki A so razvrščeni po shemi, »nekaj vrhunskih mednarodnih založb«; B-založbe so »dobre mednarodne založbe«; C-založbe so »spodobne mednarodne založbe in odlične nacionalne založbe«;  D-založniki so »strokovne publikacije, ki jih izdajajo velike mednarodne organizacije in dobri nacionalni založniki«, in E-založniki so »publikacije, ki jih večinoma za neakademsko javnost izdajajo nacionalne organizacije in majhni lokalni založniki«. Lestvica SENSE je bila priznana v bibliometrični literaturi in v poskusih drugih univerz, da bi ocenili založnike.
Najnovejša lestvica SENSE tako kot prejšnje lestvice temelji na subjektivni oceni založbe s strani uglednih nizozemskih in mednarodnih znanstvenikov. Preglednica Excel je na voljo na spletni strani šole.
Leta 2017 so bili najbolje ocenjeni (A) znanstveni založniki (po abecednem vrstnem redu):
1. Academic Press (Elsevier)
2. Cambridge University Press
3. Oxford University Press
4. Routledge
5. Sage Publications
6. University of Chicago Press
7. Wiley

Njihove znanstvene založbe na drugem mestu (B) so bile (po abecednem vrstnem redu):
1. Ashgate
2. Brill
3. CABI
4. Edward Elgar
5. Elsevier
6. Nomos
7. Springer Verlag
8. Taylor and Francis

## Španska lestvica Nacionalnega raziskovalnega sveta
V letih 2012 in 2014 je Španski nacionalni raziskovalni svet 11.864 španskih akademikov prosil, naj navedejo 10 najprestižnejših akademskih založb izmed več kot 600 mednarodnih in 500 špansko govorečih založb. Prejel je 2.731 odgovorov, kar pomeni 23,05-odstotno stopnjo odzivnosti. Rezultati so bili zbrani z uporabo tehtanega povprečja. Rezultati so bili naslednji:
1. Cambridge University Press
2. Oxford University Press
3. Springer Nature
4. Routledge
5. Elsevier
6. Peter Lang
7. Thomson Reuters
8. Blackwell
9. De Gruyter
10. McGraw Hill[15]

## Razvrstitev Granade
Raziskovalna skupina, povezana z Univerzo v Granadi, je za kvantitativno oceno izida založbe oblikovala metodologijo, ki temelji na lestvici Thomson-Reuters Book Citation Index. Kvantitativna teža založb temelji na podatkih o izidih, vplivu (citiranosti) in profilu založbe. Po podatkih študije Granada je bilo deset vodilnih podjetij:
1. Springer
2. Palgrave Macmillan
3. Routledge
4. Cambridge University Press
5. Elsevier
6. Nova Science Publishers
7. Edward Elgar
8. Information Age Publishing
9. Princeton University Press
10. University of California Press

## Razvrstitev na lestvici knjižnic
Služba za merjenje vpliva raziskav (Research Impact Measurement Service - RIMS) na Univerzi Novega Južnega Walesa je predstavila kvantitativno metodologijo bibliometričnih primerjav knjižnih založb. Howard D. White in drugi so v članku Journal of the American Society for Information Science and Technology zapisali: »Bibliometrični ukrepi za vrednotenje raziskovalnih enot v humanistiki in družboslovju, usmerjenih v knjige, so premalo razviti v primerjavi s tistimi, ki so na voljo za znanost in tehnologijo, usmerjeno v revije.« RIMS je predlagal tako imenovano »štetje libcitacij«, pri čemer je štel knjižnice, ki imajo določeno knjigo, kot je navedeno v nacionalnem (ali mednarodnem) zveznem katalogu. V nadaljnji literaturi je postalo cilj raziskav primerjanje raziskovalnih enot ali celo produkcije založniških podjetij. White idr. so zapisali:
Število citatov odraža presojo knjižničarjev o uporabnosti publikacij za različne skupine bralcev. Merilo Libcitation je tako podobno merilu vpliva citatov, saj razlikuje vrednosti publikacij na določeni podlagi. Nagrajuje avtorje, katerih knjige (ali druge publikacije) imajo po mnenju knjižničarjev relativno širok doseg. Absolutno privlačnost knjige lahko določimo preprosto tako, da preštejemo, koliko knjižnic jo ima, lahko pa jo ocenimo tudi glede na druge knjige v njenem tematskem razredu.
Po podatkih RIMS Libcitations odraža, kaj knjižničarji vedo o prestižu založnikov, mnenjih recenzentov in ugledu avtorjev.

## Druge študije
Avstrijski politolog Arno Tausch je v kasnejši študiji uporabil šest glavnih kazalnikov za 57 podjetij s podatki iz študij SENSE in Granada. V študiji, ki se je opirala na indeks Thomson Reuters Book Citation Index, je bilo uporabljeno tudi razmerje med številom izposojenih knjig v Harvardski knjižnici in celotno zalogo, ki je na voljo v katalogu; doseg podjetja v letu 2015 v tipičnih znanstvenih svetovnih kulturah (Japonska, Švedska in Indija); prisotnost založnikovih izdelkov v mednarodnih organizacijah, kot sta Evropska komisija v Bruslju (katalog ECLAS) in Svetovna banka, ter omembe podjetja v časopisih, kot je The New York Times. Študija Tausch iz leta 2011 je analizirala doseg knjižnice podjetja v OCLC WorldCat.

## Glejte tudi
- Akademsko založništvo
- Bibliometrija
- Vpliv citiranja
- Informetrija
- Založništvo